# Долан, Шеймас
Шеймас Долан (ирл. Séamus Dolan, 10 декабря 1914, Gubaveeney, близ Блэклайона, Каван, доминион Ирландия — 10 августа 2010) — ирландский политик, председатель Сената Ирландии (1977—1981).

## Биография
До прихода в политику был фермером, затем школьным учителем.
В 1961—1965 гг. — член палаты представителей,
в 1965—1969 и 1973—1982 гг. — член Сената Ирландии.
В 1977—1981 гг. — председатель Сената,
в 1981—1982 гг. — заместитель председателя Сената. 